# Karl Silberbauer
Karl Josef Silberbauer (21 de junho de 1911 – 2 de setembro de 1972) foi um sargento austro-húngaro. Ele ficou mais conhecido por trabalhar para a Schutzstaffel (SS), quando descobriu o Anexo Secreto e prendeu a família e os companheiros de Anne Frank na ocupação alemã nos Países Baixos, durante a Segunda Guerra Mundial. Chegou a ficar desaparecido durante os anos 50, quando serviu como um espião para o Serviço Federal de Inteligência da Alemanha.